# Дороховая (Ленинградская область)
Дороховая — деревня в Борском сельском поселении Бокситогорского района Ленинградской области.

## История
Деревня Дорохово и сельцо Олехово Климантовского Колбежского погоста, упоминается в переписи 1710 года.
Как деревни Горохово и Ольхово они обозначены на карте Санкт-Петербургской губернии 1792 года, А. М. Вильбрехта.

ДОРОХОВО — деревня Забрусенского общества, прихода Колбицкого погоста. 

Крестьянских дворов — 40. Строений — 90, в том числе жилых — 62.

Число жителей по семейным спискам 1879 г.: 96 м. п., 112 ж. п.; по приходским сведениям 1879 г.: 90 м. п., 105 ж. п.

ЗАБРУСЕНЬЕ (ОЛЬХОВО) — деревня Забрусенского общества, прихода Колбицкого погоста. 

Крестьянских дворов — 19. Строений — 42, в том числе жилых — 29.

Число жителей по семейным спискам 1879 г.: 34 м. п., 47 ж. п.; по приходским сведениям 1879 г.: 29 м. п., 42 ж. п.

ОЛЕХОВО — усадьба прихода Колбицкого погоста. Крестьянских дворов — нет. Строений — 12, в том числе жилых — 3. Число жителей по приходским сведениям 1879 г.: 7 м. п., 4 ж. п.

В конце XIX — начале XX века деревня административно относилась к Большегорской волости 3-го земского участка 1-го стана Тихвинского уезда Новгородской губернии.
В начале XX века в деревне находился жальник.

ДОРОХОВО — деревня Забрусенского общества, дворов — 45, жилых домов — 86, число жителей: 121 м. п., 127 ж. п.
 
Занятия жителей — земледелие, лесные промыслы. Ручей Брусенка. Часовня, книжная лавка, кузница, 4 водяных мельницы, 3 мелочных лавки, смежна с деревней Забрусенье.

ЗАБРУСЕНЬЕ — деревня Забрусенского общества, дворов — 17, жилых домов — 35, число жителей: 41 м. п., 50 ж. п.
 
Занятия жителей — земледелие, лесные промыслы. Ручей Брусенка. Часовня, земская школа, 2 водяных мельницы, смежна с деревней Дорохово. (1910 год)

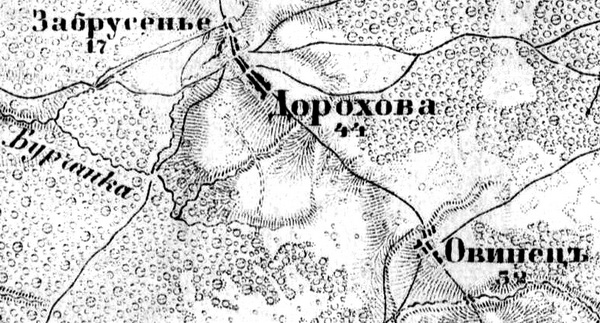
Деревня Дороховая на карте 1913 года

Согласно карте Новгородской губернии 1913 года, деревня называлась Дорохова и насчитывала 44 крестьянских двора, смежно с ней находилась деревня Забрусенье из 17 дворов.
С 1917 по 1918 год деревня Дорохово входила в состав Большегорской волости Тихвинского уезда Новгородской губернии.
С 1918 года, в составе Череповецкой губернии.
С 1927 года, в составе Колбекского сельсовета Тихвинского района.
С 1928 года, в составе Большегорского сельсовета.
По данным 1933 года деревня Дороховая входила в состав Больше-Горского сельсовета Тихвинского района.
С 1952 года, в составе Бокситогорского района.
С 1963 года, вновь в составе Тихвинского района.
С 1965 года вновь в составе Бокситогорского района. В 1965 году население деревни составляло 100 человек.
По данным 1966 года деревня Дороховая также входила в состав Большегорского сельсовета.
По данным 1973 и 1990 годов деревня Дороховая входила в состав Борского сельсовета.
В 1997 году в деревне Дороховая Борской волости проживали 34 человека, в 2002 году — 28 человек (все русские).
В 2007 году в деревне Дороховая Борского СП проживали 15 человек, в 2010 году — 14.

## География
Деревня расположена в юго-западной части района на автодороге 41К-281 (Колбеки — Дороховая).
Расстояние до административного центра поселения — 22 км.
Расстояние до районного центра — 15 км. 
Через деревню протекает ручей Бурчанка, правый приток реки Воложба.

## Демография
| 1997 | 2002 | 2007 | 2010 | 2013 | 2014 | 2017 |
| ---- | ---- | ---- | ---- | ---- | ---- | ---- |
| 34   | ↘28  | ↘15  | ↘14  | ↗18  | ↘16  | ↗17  |

## Инфраструктура
На 2017 год в деревне было зарегистрировано 8 домохозяйств.